# The Walt Disney Company Portugal
A The Walt Disney Company Portugal (TWDC) fica localizada em Lisboa, Portugal e foi em 2020 que se deu a mudança da Fox Networks Group (FNG). Atualmente em Portugal a TWDC distribui 12 canais, entre os quais o Disney Channel, STAR Channel, National Geographic, 24Kitchen.
Ainda que haja o The Walt Disney Company Iberia com sede em Madrid e que continua a transmitir o sinal dos canais Disney Channel e Disney Júnior para Portugal, as funções de Marketing, Produções, etc são a cargo dos escritórios de Lisboa.
Em 2020 foram, pelo quinto ano consecutivo, os líderes no pay-tv com mais de 20% de share de audiência entre os canais por subscrição. “Pelo quinto ano consecutivo melhorámos os nossos resultados, (...) colocámos o foco na força das nossas marcas e dos nossos conteúdos, uma estratégia que nos permitiu crescer mais do que a média do mercado televisivo .” afirmou Luís Fernambuco, General Manager da TWDC Portugal.
A 27 de novembro de 2023 a TWDC anunciou que em 2024 os Canais Fox iriam todos mudar para a marca Star, que já existe na América Latina e é também o hub na Disney +. Os 6 canais serão: STAR Channel (o canal principal FOX), STAR Life (FOX Life), STAR Comedy (FOX Comedy), STAR Crime (FOX Crime), STAR Movies (FOX Movies) e STAR Mundo (Mundo FOX canal exclusivo de Angola e Moçambique)

## Canais em Portugal
- Disney Channel:  É o principal canal do grupo, iniciou as suas transmissões a 28 de novembro de 2001 e transmite as séries e programas de animação do grupo. (pela The Walt Disney Company Iberia - áudio em Português)
- Disney Junior:  É um canal voltado para crianças pré-escolares, iniciou as suas transmissões a 2 de novembro de 2012. (pela The Walt Disney Company Iberia - áudio em Português)
- STAR Channel: Canal principal de series e filmes, transmite séries como Hawai Força Especial, FBI, CSI: Miami, Chicago P.D. e outras. Era conhecido como FOX.
- STAR Comedy: Canal dedicado a filmes e séries humorísticas, entre elas Os Simpsons, Family Guy, American Dad, entre outras. Era conhecida como FOX Comedy.
- STAR Life: Canal dedicado a filmes e séries de drama, transmite séries como 9-1-1, 9-1-1: Lone Star, Lei & Ordem: Unidade Especial, Station 19, Anatomia de Grey, This is Us, e outras. Era conhecido como FOX Life
- STAR Crime: Canal dedicado a séries de investigação. Transmite séries como Era conhecido como FOX Crime.
- STAR Movies: Canal dedicado a filmes de ação e drama. Era conhecido como FOX Movies.
- STAR Mundo: Canal de língua portuguesa para Angola e Moçambique disponível em exclusivo à DStv. Era conhecido como Mundo FOX.
- National Geographic (HD)
- National Geographic Wild (Transmissões em conjunto com a versão Holandesa do canal - com áudio em Inglês e legendado em Português)(HD)
- 24 Kitchen (HD)
- Baby TV

## Serviços em Portugal
- Disney+ (plataforma de streaming oficial da Disney em que tem conteúdo original tal como filmes e séries do Universo Disney, incluindo Disney, Disney Pixar, Star Wars e também National Geographic, Marvel, e agora Star)
- Star (Disney+) (integrado na plataforma contém conteúdo mais adultos e também alberga conteúdo dos canais FX, Freeform, ABC Signature, hulu, 20th Century Studios, Searchlight Pictures )[6][7]

### Serviços streaming descontinuados
- FOX + (serviço on-demand com conteúdos dos canais FOX)